# 森嘉兵衛
森 嘉兵衛（もり かへえ、1903年6月15日 - 1981年4月8日）は、日本の歴史学者、岩手大学名誉教授。経済学博士。研究テーマは主に南部藩を始めとする近世史だが、中尊寺金色堂の調査に参加するなど、その活動分野は幅広かった。

## 概要
岩手県盛岡市の豪商の家に生まれる。盛岡中学から法政大学経済学部に進み、小野武夫の下で近世日本経済史を研究した。1929年卒業。岩手県教育会書記を務め、岩手師範学校教授。
1947年、昭和天皇が岩手県に戦後巡幸された際に拝謁し、岩手県の開拓史について奏上する。その後、1949年に岩手大学教授、1969年定年退官。学内では学芸学部長、教育学部長を歴任した。退官後は、盛岡短期大学講師や富士大学教授を務めた。1981年『森嘉兵衛著作集』編纂中に盛岡市の自宅で死去。
社会経済史の立場から岩手県の通史の研究を行い、1951年「近世奥羽農業経営史論」により東北大学から経済学博士を取得。同年より岩手日報で連載した「岩手を作る人々」は県民の郷土史への関心を高めたとされ、「岩手史学会」設立などで人材育成にも努めた。
1949年、第1回岩手日報文化賞を受賞。1973年に勲三等旭日中綬章を受章。

## 著書
- 『岩手を作る人々』岩手日報社 1952
- 『近世奥羽農業経済組織論』有斐閣 1953
- 『明治前期岩手県農業発達史』農林省農業総合研究所 1953
- 『盛岡市史 第3分冊 近世期』盛岡市史編纂委員会編 盛岡市 1956-1969
- 『盛岡市史 第1分冊 第1 総説先史期』盛岡市史編纂委員会編 盛岡市 1958
- 『興産相互銀行二十年史』興産相互銀行二十年史編纂委員会 1962
- 『三浦命助伝 南部藩百姓一揆の指導者』平凡社 1962
- 『五戸・木村文書』五戸町誌刊行委員会 1965
- 『日本の武将 津軽南部の抗争 南部信直』人物往来社 1967
- 『日本僻地の史的研究』法政大学出版局 1969-1970
- 『岩手県の歴史』山川出版社 1972 県史シリーズ
- 『北日本相互銀行二十年史』北日本相互銀行二十年史編纂委員会 1972
- 『岩手をつくる人々 近代篇』法政大学出版局 1974
- 『岩手近代百年史』熊谷印刷出版部 1974
- 『みちのく文化論』法政大学出版局 1974
- 『岩手をつくる人々 古代-近世篇』法政大学出版局 1983
- 『森嘉兵衛著作集』全10巻 法政大学出版局 1982-2003

第1巻 (奥羽社会経済史の研究/平泉文化論) 1987
第2巻 (無尽金融史論) 1982
第3巻 (陸奥鉄産業の研究) 1994
第4巻 (奥羽農業経営論) 1983
第5巻 奥羽名子制度の研究 1984
第6巻 (近世農業労働構成論) 1998
第7巻 (南部藩百姓一揆の研究)1992
第8-9巻 日本僻地の史的研究 九戸地方史 1982-1983
第10巻 (岩手近代史の諸問題) 2003

### 共編著
- 『近代鉄産業の成立 釜石製鉄所前史』板橋源共著 富士製鉄釜石製鉄所 1957
- 『日本庶民生活史料集成 第6巻 一揆』原田伴彦、青木虹二共編 三一書房 1968
- 『いわての風物誌』瀬川経郎共著 熊谷印刷出版部 1969
- 『日本庶民生活史料集成 第3巻 探検・紀行・地誌 東国篇』竹内利美、宮本常一共編 三一書房 1969
- 『日本庶民生活史料集成 第13巻 騒擾』青木虹二共編 三一書房 1970
- 『日本庶民生活史料集成 第7巻 飢饉・悪疫』谷川健一共編 三一書房 1970

### 記念論集
- 『森嘉兵衛教授退官記念論文集』法政大学出版局 1969